# MOS 6501
MOS 6501或稱6501是一顆8位元的處理器，由MOS科技公司（MOS Technology）率先推出及銷售，6501在引腳配置上兼容於摩托羅拉公司（Motorola）的6800處理器，同時6501也是65xx系列的首顆處理器。
不過，由於Motorola公司對MOS Technology公司針對接腳相容提出法律告訴，這使得MOS Technology公司補推出針對接腳組態進行改變的6502處理器，此外MOS Technology公司也在6502內部追加了一個2相時脈產生器，如此只要1相的時脈輸入即可讓處理器工作，簡化應用設計上的心力。
本條目部分或全部内容出自以GFDL授權發佈的《自由線上電腦詞典》（FOLDOC）。